# Långholmen (öster om Älgö, Raseborg)
Långholmen är en ö i Finland. Den ligger i Finska viken och i kommunen Raseborg i den ekonomiska regionen  Raseborg i landskapet Nyland, i den södra delen av landet. Ön ligger omkring 89 kilometer väster om Helsingfors.
Öns area är 8,2 hektar och dess största längd är 0,5 kilometer i öst-västlig riktning.